# Хвойна (Болгарія)
Хво́йна (болг. Хвойна) — село в Смолянській області Болгарії. Входить до складу общини Чепеларе.

## Населення
За даними перепису населення 2011 року у селі проживали 474 особи, з них 466 осіб (99,6 %) — болгари.
Розподіл населення за віком у 2011 році:
Динаміка населення: